# Stiloffenes Karate
Das stiloffene Karate (SOK) ist eine Stilrichtung im Deutschen Karate Verband (DKV).
Es wurde 2002 vom damaligen Bundestrainer Toni Dietl mit ausgearbeitet und von der Bundesversammlung des DKV ins Leben gerufen.
Beim SOK handelt es sich um einen Zusammenschluss verschiedener Stilrichtungen mit einem gemeinsamen Rahmenprüfungsprogramm.
Als Gründerstilrichtungen des DKV fungierten Shotokan, Wado-ryu und Goju-ryu. Weitere Stilrichtungen und Kampfkünste haben sich im Laufe der Zeit angeschlossen, z. B. Kempo, Kobudo, Kyusho Jitsu und Taijiquan.
Durch SOK finden auch Stilrichtungen mit geringen Mitgliedsanzahlen eine Interessenvertretung im Dachverband und können sich etablieren. Umgekehrt können der DKV und die Landesverbände dadurch alle Stile vertreten und ihre Stellung als offizieller Dachverband stärken und gleichzeitig den Verwaltungsaufwand senken.
Während die Stilrichtungen im DKV meist spezifische Prüfungsprogramme besitzen, besteht der Unterschied des SOK darin, allen Stilen eine einheitliche Prüfungsmethode über ein allgemeines Rahmenprüfungsprogramm zu bieten, das von Trainer, Prüfer oder Prüfling individuell ausgekleidet werden muss und dadurch aber individuelle Fähigkeiten verschiedener Zielgruppen fördern kann:
Der Schwerpunkt liegt auf Kata der jeweiligen Stilrichtung, aber durch einen Wahlteil können sich jugendliche und erwachsene Karateka in Anwendung von Kata (Bunkai), sportlichem Wettkampf (Kumite) oder Selbstverteidigung spezialisieren und für Kinder steht die Möglichkeit offen, nach den Methoden des Sound-Karate geprüft zu werden.
Dadurch kann das Vereinsangebot vergrößert oder spezialisiert werden und bietet so eine Ergänzung zu den etablierten Stilrichtungen.
Die im DKV abgelegten Prüfungen (nach Stilrichtung oder stilrichtungsoffen) sind nach Verfahrensordnung des DKV untereinander anerkannt.